# هانس گونتر وینکلر
هانس گونتر وینکلر (۲۴ ژوئیه ۱۹۲۶–۹ ژوئیه ۲۰۱۸) ورزشکار مرد رشتهٔ سوارکاری اهل کشور آلمان بود. وی در بین سال‌های ‎۱۹۵۶ تا ۱۹۷۶ میلادی در مسابقات بازی‌های المپیک تابستانی در مجموع ۷ مدال، شامل ۵ مدال طلا و ۱ نقره و ۱ برنز را کسب کرد.